# Cnidocílio
O cnidocílio é uma estrutura, presente nos cnidócitos, semelhante a um gatilho. Quando o cnidocílio detecta uma vibração no meio, rapidamente ele dispara uma estrutura semelhante a um chicote, denominado filamento urticante, no qual possui uma toxina que causa grande irritação em seres humanos e, em pequenos animais (pequenos peixes, por exemplo, que são presas de alguns cnidários) paralisa seu sistema nervoso e causa a morte da presa quase de imediato.